# Medina, Tolna
Medina (în sârbă Mедина) este un sat în districtul Szekszárd, județul Tolna, Ungaria, având o populație de 831 de locuitori (2011).

## Demografie
Componența etnică a satului Medina
     Maghiari (90,19%)
     Sârbi (4,53%)
     Germani (2,77%)
     Romi (2,52%)
Componența confesională a satului Medina
     Romano-catolici (29,48%)
     Fără religie (27,56%)
     Reformați (19,98%)
     Ortodocși (2,29%)
     Necunoscută (20,34%)
     Atei (0,36%)
     Alte religii (0,48%)
Conform recensământului din 2011, satul Medina avea 831 de locuitori. Din punct de vedere etnic, majoritatea locuitorilor (90,19%) erau maghiari, existând și minorități de sârbi (4,53%), germani (2,77%) și romi (2,52%). Nu există o religie majoritară, locuitorii fiind romano-catolici (29,48%), persoane fără religie (27,56%), reformați (19,98%) și ortodocși (2,29%). Pentru 20,34% din locuitori nu este cunoscută apartenența confesională.